# Hermopolis Facula
L'Hermopolis Facula è una struttura geologica della superficie di Ganimede.